# Stevia eupatoria
Stevia eupatoria là một loài thực vật có hoa trong họ Cúc. Loài này được (Spreng.) Willd. miêu tả khoa học đầu tiên năm 1804.